# الطريق الجهوية رقم 115 (تونس)
الطريق الجهوية رقم 115 أو ط ج 115 طريق ثانوية بالجنوب التونسي تصل بين الطريق الجهوية رقم 117 والطريق الجهوية رقم 111، وهي تتقاطع مع الطريق المحلية رقم 946 والطريق المحلية رقم 979 والطريق المحلية رقم 978 والطريق الجهوية رقم 118 والطريق الوطنية رقم 1.